# Baetis pentaphlebodes
Baetis pentaphlebodes is een haft uit de familie Baetidae. De wetenschappelijke naam van de soort is voor het eerst geldig gepubliceerd in 1966 door Ujhelyi.
De soort komt voor in het Palearctisch gebied.